# Taipei Songshan Airport
Taipei Songshan Airport (IATA: TSA, ICAO: RCSS) is een middelgrote burgerluchthaven en militaire vliegbasis gelegen in Songshan in de Taiwanese hoofdstad Taipei. De luchthaven heeft een oppervlakte van 182 hectare.